# Ernst-Moritz Werndl-Schollenried
Ernst-Moritz Werndl-Schollenried (* 12. April 1893 in München; † Dezember 1989 ebenda) war ein deutscher Landschaftsmaler und Vertreter der Münchner Schule.

## Werdegang
Sein Vater Moritz Engelhardt war Arzt, die Mutter war Franziska, geb. Werndl. Werndl, der sich später Werndl-Schollenried nannte, absolvierte ab 1906 eine Ausbildung an der Kunstgewerbeschule München unter Richard Godron. 1908 ging er für die Firma Arlo zunächst nach Genf, später nach Lyon.
Ab 1912 war er als selbstständiger Entwerfer für angewandte Kunst tätig, bis er im Ersten Weltkrieg für den Kriegseinsatz herangezogen wurde. Ab 1. August 1916 kam er in Kriegsgefangenen-Internierung in die Schweiz in Luzern. Dort besuchte er die Kantonale Kunstgewerbeschule. Sein Abschluss erfolgte am 5. April 1917 mit Zeugnis. 1918 war er als Dolmetscher in München tätig.
Ab 1919 studierte er an der Münchner Akademie bei Hermann Groeber sowie Ludwig von Herterich und Franz von Stuck. Nach Abschluss des Studiums mit einer Auszeichnung durch die Akademie 1921 ließ er sich als freischaffender Maler in München nieder, wo er u. a. Mitglied im Berufsverband Bildender Künstler war.
Sein Werk umfasst Landschaften aus Bayern und Österreich sowie Szenen aus dem ländlichen Leben. Werke (Zeichnungen) sind im Besitz der Staatlichen Graphischen Sammlung München.

## Mitgliedschaften
- Kunstverein München
- Münchner Künstler-Genossenschaft
- Reichswirtschaftsverband bildender Künstler Deutschlands
- Reichsverband bildender Künstler Deutschlands
- Berufsverband Bildender Künstler München e.V.

## Ausstellungen  (Auszüge)
- Kunstausstellung im Münchner Glaspalast, u. a. 1919, 1922, 1923, 1931
- Kunstverein München – diverse Ausstellungen
- Münchner Kunstausstellung Maximilianeum
- Bayerische Staatsgemäldesammlungen
- Berufsverband Bildender Künstler München

| Personendaten    | Personendaten                                             |
| ---------------- | --------------------------------------------------------- |
| NAME             | Werndl-Schollenried, Ernst-Moritz                         |
| KURZBESCHREIBUNG | deutscher Landschaftsmaler, Vertreter der Münchner Schule |
| GEBURTSDATUM     | 12. April 1893                                            |
| GEBURTSORT       | München                                                   |
| STERBEDATUM      | Dezember 1989                                             |
| STERBEORT        | München                                                   |